# 希农区
希农区（法語：Arrondissement de Chinon）是法国安德尔-卢瓦尔省所辖的一个区。总面积2296.5平方公里，总人口103713，人口密度45人/平方公里（2017年）。主要城镇为希农。

## 辖区
希农区辖有106个市镇。